# Droga ekspresowa R11 (Czechy)
Droga ekspresowa R11 (czes. rychlostní silnice R11) – dawniej projektowana droga ekspresowa w Czechach łącząca Jaroměř z Polską (projektowana S3). Od 1 stycznia 2016 jest częścią autostrady D11.